# Казанцев, Евгений Иванович
Евге́ний Ива́нович Каза́нцев (род. 26 мая 1928, с. Никольское, Алтайский район, Алтайский край, РСФСР) — советский инженер-технолог, кандидат химических наук (1963), профессор (1978), ректор Уральского лесотехнического института (1974—1982), Почётный профессор УГЛТУ (2002), Отличник высшей школы СССР (1978), Почётный работник высшего профессионального образования Российской Федерации (2001), Заслуженный работник высшей школы Российской Федерации (2004).

## Биография
Родился 26 мая 1928 года в селе Никольское, Алтайский район, Алтайский край, РСФСР.
В 1943 году начал работать на Высокогорском железном руднике. Окончил Нижнетагильский горно-металлургический техникум в 1949, затем Уральский политехнический институт в 1955 году по специальности «инженер-технолог».
В 1953 году избран секретарём комитета ВЛКСМ УПИ. Был организатором многих молодёжных инициатив, движений, строек: праздник «Весна УПИ», строительство памятника студентам Уральского политехнического института, погибшим в Великой Отечественной войне, Дворца молодёжи, отрядов по уборке урожая на целине в 1957—1958 годах.
Поступил в аспирантуру Уральского политехнического института, после которого работал ассистентом на кафедре.
В 1963 году защитил диссертацию на соискание учёной степени кандидата химических наук. В 1974 году Евгений Казанцев был назначен ректором Уральского лесотехнического института, проработал на этом посту до 1982 года. Здесь стал одним из организаторов и заведующим кафедрой физико-химической технологии защиты биосферы (ФХТЗБ). В 1982 году избран профессором.
С 1982 года работает в Министерстве высшего образования и среднего специального РСФСР, где последовательно был начальником управления, первым заместителем министра.
Активно участвовал в общественной жизни: избирался первым вице-президентом обществ дружбы «СССР-Швеция» и «СССР-Египет». С 1990 года работал советником ректора Уральского государственного технического университета.
Написал около 300 печатных научных работ, получил 50 авторских свидетельств на изобретения. Разработал технологию по извлечению малых количеств ряда редких, рассеянных и радиоактивных элементов. Также разработал метод очистки сточных вод от вредных элементов, таких, как кадмий, мышьяк, ртуть и др.
Подготовил специалистов для работы в области атомной промышленности, лесохимического комплекса и охраны природы. Среди них 20 кандидатов наук и 4 доктора наук-профессоров.
Удостоен следующих званий: Почётный профессор УГЛТУ (2002), Почётный работник высшего профессионального образования Российской Федерации (2001), Заслуженный работник высшей школы Российской Федерации (2004), Академик Международной академии наук высшей школы (1998).
Награждён Орденами Трудового Красного Знамени в 1980, «Знак Почёта» в 1966 и 1975 годах, медалями СССР, Академии наук СССР (1972), знаком «Отличник высшей школы СССР» (1978).

## Награды и звания
- Орден Трудового Красного Знамени (1980)
- Орден «Знак Почёта» (1966, 1975)
- Медали СССР
- Профессор (1982)
- Почётный работник высшего профессионального образования Российской Федерации (2001)
- Заслуженный работник высшей школы Российской Федерации
- Почётный профессор УГЛТУ (2002)
- Академик Международной академии наук высшей школы (1998)
- Знак «Отличник высшей школы СССР» (1978)